# Dionis Sakalak
Dionis Sakalak (ur. 22 października 1913) – turecki koszykarz, uczestnik Letnich Igrzysk Olimpijskich 1936. 
Na igrzyskach w Berlinie reprezentował swój kraj w turnieju koszykówki. Wraz z kolegami zajął ex aequo 19. miejsce.
W latach 1930–1944 Sakalak związany był z tureckim klubem Kurtuluş.